# Reinos mossi
Los Reinos mossi, en ocasiones citados erróneamente como el Imperio mossi, fueron un trío de poderosos estados ubicados en la actual Burkina Faso. Cada estado poseía costumbres y gobierno similares, pero eran gobernados de modo independiente entre ellos. En ocasiones, los reinos lucharon entre sí o se unieron frente a las agresiones musulmanas que venían del norte, en Malí.

## Orígenes

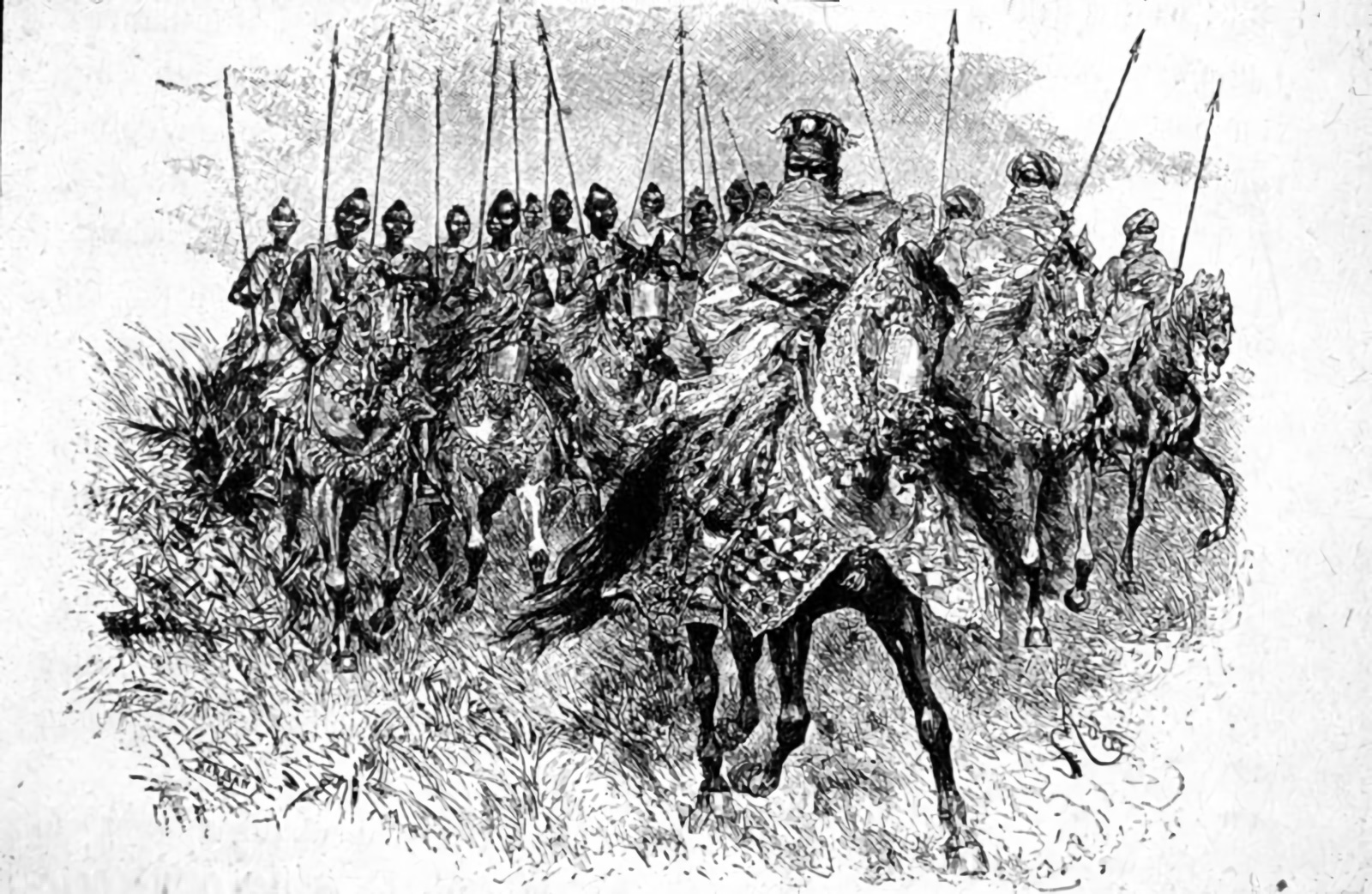
La caballería de los Estados mossi era experta en adentrarse en el territorio del enemigo, incluso contra el formidable Imperio de Malí.

Los mossi migraron hacia Burkina Faso desde el norte de Ghana hacia el cambio del siglo X al XI. Desplazaron a los pobladores originales, conocidos como los yonyonse, y comenzaron a formar complejos estados con fuertes ejércitos centrados en el uso de la caballería. Los mossi lograron defender con éxito su nuevo hogar de los pueblos mandinga y songhai de religión musulmana, e incluso llegaron a capturar porciones de territorio maliense en ocasiones. Siguieron, y todavía siguen, ritos religiosos tradicionales africanos.

### Tengkodogo
El primer reino Mossi fue Tengkodogo, también conocido como Tenkodogo (la antigua madre patria). Se formó en 1120 en la actual Tenkodogo, en Burkina Faso. El gobernador del reino era denominado el Naabaa y su capital también se llamaba Tengkodogo (de donde el reino toma su nombre).

### Yatenga
El segundo reino Mossi fue Yatenga. Fue formado en 1333 durante el ascenso del agresivo Imperio de Malí en el norte. Su gobernante era conocido como Yatenga Naaba o Rima y reinaba desde la capital de Waiguya (fundada por Naaba Yadegaa y que significaba "ven y venera al rey"), en la actual Ouahigouya, en Burkina Faso.

### Wogodogo
El tercer y último de los grandes reinos Mossi fue Wogodogo, fundado por el hijo de la princesa Yennenga Naaba Ouedraogo. Wogodogo se convirtió en el primer estado Mossi en la formación de Burkina Faso en 1441. Su líder, el Moogo Naaba, gobernó en la actual Uagadugú.

## Caída

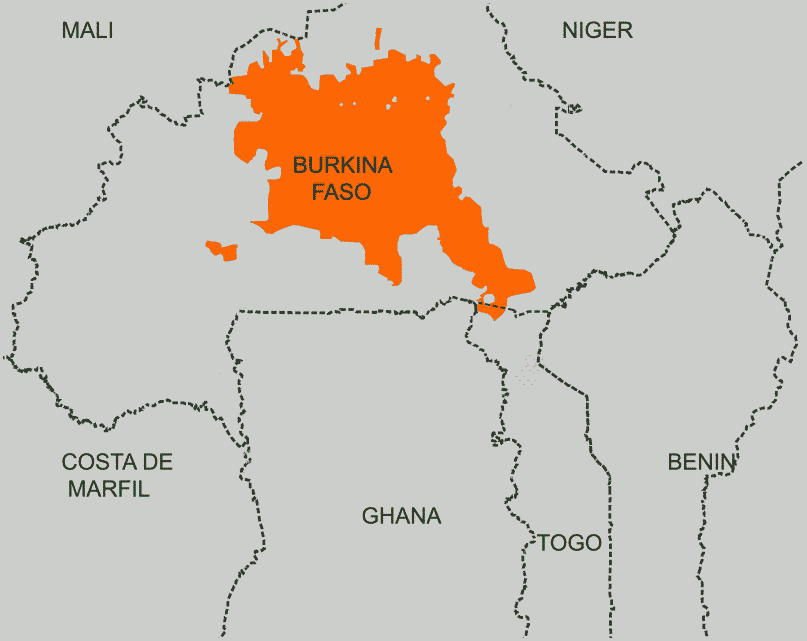
Actual extensión de la lengua mossi.

Los reinos Mossi sobrevivieron hasta el siglo XIX con la invasión y colonización francesa. El reino de Tengkodogo, primero de los estados Mossi, fue irónicamente el primero en ser conquistado por Francia en 1894. El reino Yatenga, no deseando seguir la misma suerte que Tengkodogo, firmó un acuerdo de protectorado con los franceses en mayo de 1895. Wagadougou fue conquistado y sometido bajo el estatus de protectorado en septiembre del mismo año.[cita requerida] Wobogoo, el último Mogho Naba de Mossi independiente y gobernante de Uagadugú fue formalmente depuesto en 1897, forzándole al exilio en Zongoiri en la Costa del Oro, donde murió en 1904.